# Bec KC
Bec Korfball Club is een Britse korfbalvereniging. In 2023 wonnen zij voor de eerste keer in de clubgeschiedenis de zaaltitel van Engeland.

## Geschiedenis
Bec Korfball Club is opgericht in 1948 en is gelokaliseerd in Zuid-Londen.

## Erelijst
- Engelse kampioen zaalkorfbal, 1x (2023)
- IKF Europa Shield kampioen, 4x (2015, 2017, 2019, 2020)

## Europees
Bec speelde vanaf 1968 geregeld in de Europacup. In deze internationale competitie behaalde Bec nooit de top 3 van de toernooi-klassering. 